# Maryam Ellouke
Maryam Ellouke (* 27. Juli 1998) ist eine marokkanische Leichtathletin, die im Weit- und Dreisprung an den Start geht.

## Sportliche Laufbahn
Erste internationale Erfahrungen sammelte Maryam Ellouke im Jahr 2019, als sie bei den Afrikaspielen in Rabat mit einer Weite von 12,12 m auf den 13. Platz im Dreisprung gelangte. 2023 gewann sie dann bei den Arabischen Meisterschaften in Marrakesch mit 12,67 m die Bronzemedaille hinter der Ägypterin Esraa Owis und ihrer Landsfrau Aya el-Aglaoui.
2022 wurde Ellouke marokkanische Meisterin im Dreisprung.

## Persönliche Bestleistungen
- Weitsprung: 5,95 m (+0,6 m/s), 7. Juli 2019 in Taza
- Dreisprung: 12,67 m, 24. Juni 2023 in Marrakesch